# Martín de Murúa
Martín de Murúa, secondo la grafia basca moderna Martin Murua (Gipuzkoa, 1525 circa – Spagna, 1618 circa), è stato uno dei più famosi cronisti della storia incaica.

## Biografia incerta

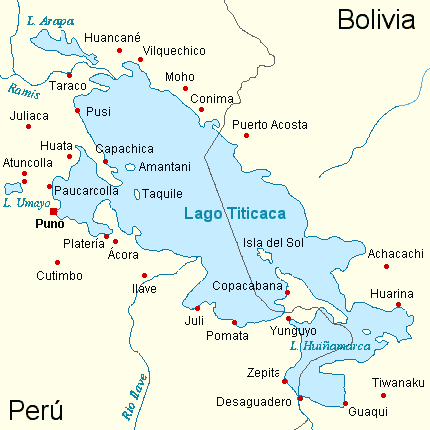
Regione del lago Titicaca, dove Murúa ha operato.

Non si è in possesso di dati biografici certi su fra Martín de Murúa se si eccettuano le notizie da lui stesso trasmesse nella sua opera.
Egli si definisce nativo della provincia di Gipuzkoa, tuttavia il paese di Murúa, da cui sembra aver derivato il nome, appartiene al circondario di Zigoitia (Cigoitia in lingua basca) che è situato nella provincia di Álava.
Anche la sua data di nascita permane oscura e, solo grazie a delle supposizioni si è soliti collocarla tra il 1525 e il 1535.
Non si conosce neppure la data del suo arrivo in Perù, ma gli storici sono stati in grado di precisare la sua carriera religiosa all'interno del prestigioso Ordine di Santa Maria della Mercede, presso cui prese gli ordini prima di recarsi nelle Indie
Tra le cariche che occupò vi fu quella di "Elettore generale del Capitolo dell'Ordine della Mercede in Perù e in Castiglia per la provincia del Perù", di "Commendatore" del convento di Huerta, di parroco di Capachica e di Huarta, di vicario di Aymare e di "Commendatore" di Yanaoca.
Risiedette per molto tempo a Cuzco e in Arequipa, ma la sua principale attività evangelizzatrice si svolse soprattutto nelle zone attorno al lago Titicaca, dove la lingua quechua si alterna a quella aymarà.
Quivi concepì e iniziò a scrivere la sua "Historia general del Perú" che terminò presumibilmente nel 1611 in Cuzco, dove era tornato nel 1606.

## Stesura dell'opera
Nella stesura della sua opera Murúa si servì abbondantemente degli scritti di altri autori, alcuni dei quali non sono pervenuti a noi.
Sicuramente usò alcune opere di Polo de Ondegardo e la storia degli Inca di Molina andata perduta. In particolare ad esempio sui quipu, le sue considerazioni sono talmente uguali a quelle di Román y Zamora (Republicás de Indias) o a quelle di Las Casas (Apologética), da sembrare copiate. Un altro autore da cui Murúa attinse copiosamente fu Diego Fernandez el Palentino (Segunda parte de la istoria del Perú) i cui capitoli su alcuni regnanti del Perù sono quasi integralmente trascritti nella Historia di Morúa.
Un caso particolare assume la somiglianza strutturale dell'opera di Murúa con la Nueva córonica y buen gobierno di Guaman Poma de Ayala. La questione era già sorta durante la vita dei due protagonisti perché Guaman Poma aveva accusato il religioso di aver copiato il suo lavoro. Sembra però che la inimicizia dello scrittore indigeno fosse determinata da un intervento di Morúa che gli aveva sottratto una donna. Su questo episodio si è imbastita una polemica tra gli studiosi moderni, ma non è dato di sapere se il Padre Mercedario avesse interrotto una situazione di concubinato dell'indigeno o se si fosse comportato in modo poco edificante per i suoi voti. I due autori comunque si conobbero ed ebbero sicuramente modo di confrontare le loro conoscenze sulla storia incaica, probabilmente attingendo ciascuno ai dati dell'altro.
Poma si mostra comunque molto rancoroso verso il sacerdote che dipinge come aggressivo e brutale nei confronti degli indigeni. Queste accuse sembrano francamente eccessive dato l'interesse e l'amore che Martín de Murúa dimostra nei suoi scritti per la cultura indigena e per le sue tradizioni.

## Ritorno in patria
Nel 1611 Morúa decise di ritornare in patria, ma non compì il classico viaggio che, partendo da Lima, conduceva, via mare, i passeggeri a Panama e successivamente a Santo Domingo, attraverso l'istmo, per poi imbarcarsi alla volta della Spagna.
Egli preferì scendere per il versante amazzonico delle Ande e recarsi a La Plata. Dopo un lungo soggiorno, si recò a Potosí, poi in Tucumán e, passando per Córdoba, giunse infine a Buenos Aires che abbandonò per imbarcarsi per La Spagna nel 1615.
Di queste lunghe soste nelle località sudamericane Murúa approfittò per far leggere il suo manoscritto a tutte le personalità religiose o governative incontrate, ottenendo ovunque indiscusse manifestazioni di stima e, quello che per lui più contava, una approvazione scritta per la pubblicazione dell'opera.
In Madrid, nell'anno stesso del suo arrivo, altre autorità aggiungevano la loro autorizzazione per la stampa dell'opera: il 22 ottobre il Reverendo Padre generale dell'Ordine della Mercede, il 28 aprile dell'anno successivo l'autorevole Don Pedro de Valencia ed infine il 26 maggio il Sovrano in persona con parere definitivo.
Tuttavia l'opera non verrà pubblicata senza che apparentemente ve ne sia alcuna ragione. Si pensa che la morte dell'autore avvenuta in quegli anni abbia fatto perdere ogni interesse per il manoscritto destinato a riposare per alcuni secoli in oscuri recessi.

## Storia del manoscritto
Così come la vita del suo autore, anche la storia del manoscritto era destinata a percorrere strade tortuose e misteriose.
Rimasto in possesso dell'Ordine della Mercede, il documento originale venne riposto nella biblioteca del Colegio menor de Cuenca in Salamanca.
Nel XVIII secolo il Collegio venne disciolto e le sue proprietà librarie trasferite alla Librería Real di Madrid. Il testo di Murúa venne prontamente catalogato, ma sparì dalla biblioteca.
Durante l'occupazione napoleonica della Spagna, il nuovo re, Giuseppe I, imposto dall'imperatore francese suo fratello, aveva notato il manoscritto che si distingueva per alcuni disegni armoniosi.
Quando le vicende della guerra lo avevano costretto alla fuga, tra le altre cose preziose che aveva raccolto aveva posto anche l'opera di Murúa. La carrozza che trasportava quel piccolo tesoro era però caduta nelle mani delle truppe di Lord Wellington e tutto il suo contenuto era finito in Inghilterra.
L'Inghilterra, per la verità, propose di restituire il bottino razziato, ma il nuovo monarca della Spagna, appagato dalla conquista del trono, non si preoccupò di rispondere all'invito.
Il manoscritto passò quindi alla biblioteca personale di Wellington e da questa infine a quella di Stratfield Saye.
Nel 1950, nell'intento di consultare alcuni incartamenti che si supponeva facessero parte del bagaglio catturato dagli inglesi, l'ex ambasciatore spagnolo in Inghilterra, Sr. Jaime Stuart Portocarrero, duca di Alba, chiese al discendente del duca di Wellington, suo amico, di permettere ad un suo esperto di consultare il contenuto delle opere depositate in Gran Bretagna.
L'esperto, un professore universitario, Miguel Enguidanos Requena, specialista in vicende americane, con sua grande sorpresa, riconobbe immediatamente il manoscritto scomparso.
Finalmente l'opera completa di Martín de Murúa tornava alla luce e poteva essere data alle stampe.
È doveroso però ricordare che una edizione incompleta era già stata pubblicata sulla base di una copia estratta dal manoscritto in questione. È nota come il manoscritto di Loyola, dal nome del suo editore.

## Natura dell'opera
Il titolo completo dell'opera è il seguente:
Seguono tre libri
Il primo, di 92 capitoli, ha il seguente contenuto:
Il secondo (40 capitoli)
IL terzo, di soli 31 capitoli,
Come abbiamo visto Martín de Murúa ha copiosamente attinto a opere di altri cronisti spagnoli, ma questo non infirma la validità della sua opera. Anzitutto bisogna riconoscere che la sua permanenza in Perù è avvenuta quando ormai era difficile trovare testimoni fededigni tra gli indigeni.
Il ricorso alle testimonianze raccolte da più precoci cronisti era quindi d'obbligo e, semmai, torna ad onore del frate mercedario l'aver sottratto all'oblio delle notizie altrimenti perdute per sempre.
La sua opera ha comunque un'importanza notevole perché Murúa si è adoperato per ricostruire la storia antica degli Inca raccogliendo una serie di dettagli che erano sembrati superflui agli altri cronisti. Spicca, in questa sua curiosità per il particolare, l'attenzione che ha riservato all'aspetto sontuoso e sensuale degli avvenimenti che ha narrato. Nessuno degli aspetti che oggi diremmo rinascimentali è stato da lui tralasciato, sia che si tratti di sollevazioni di palazzo per la conquista del trono, sia che riguardi tradimenti, lotte familiari o congiure a base di veleno.
In ogni caso la "Historia general del Perú" di Martín de Murúa è un'opera fondamentale per approfondire la storia della civiltà inca.

### Edizioni
- Fray Martín de Murúa Historia general del Perú in Crónicas de America - Edición de Manuel Ballesteros Gaibrois - DASTIN Historia - Madrid 2001